# Sándor Wagner
Pour les articles homonymes, voir Wagner.

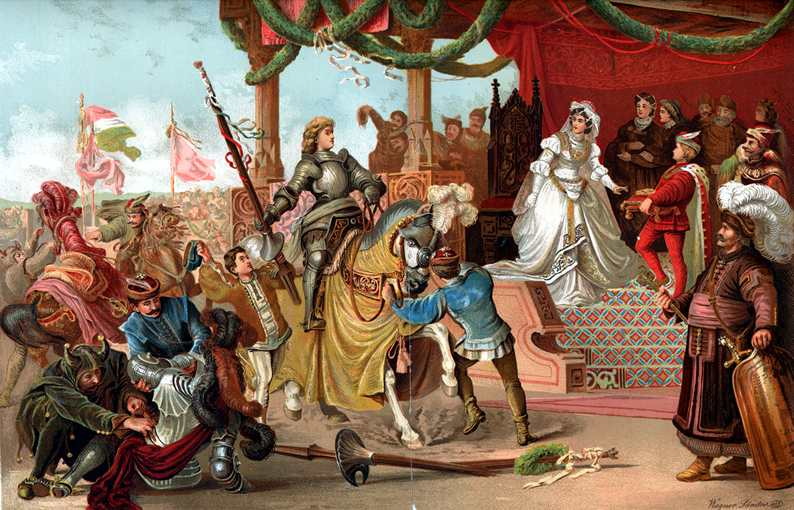
Matthias vainqueur à Holubart

Sándor Wagner, en Allemagne Alexander von Wagner, (né le 16 avril 1838 à Pest, mort le 19 janvier 1919 à Munich) est un peintre hongrois.

## Biographie
Sándor Wagner étudie à l'Académie des Beaux-Arts de Vienne avec Henrik Weber, puis à l'Académie des beaux-arts de Munich avec Karl von Piloty. 
De 1869 à1910, il est professeur d'histoire de l'art à Munich et a pour élèves Pál Szinyei Merse, Anton Ažbe, Stanisław Lentz (pl), Fritz Schider, Franciszek Żmurko.

## Œuvres
- Titus Dugović (hu) se sacrifie au siège de Belgrade (1456), 1859
- La reine Izabella disant adieu à la Transylvanie
- La course de chars, 1862